# J. C. Watts

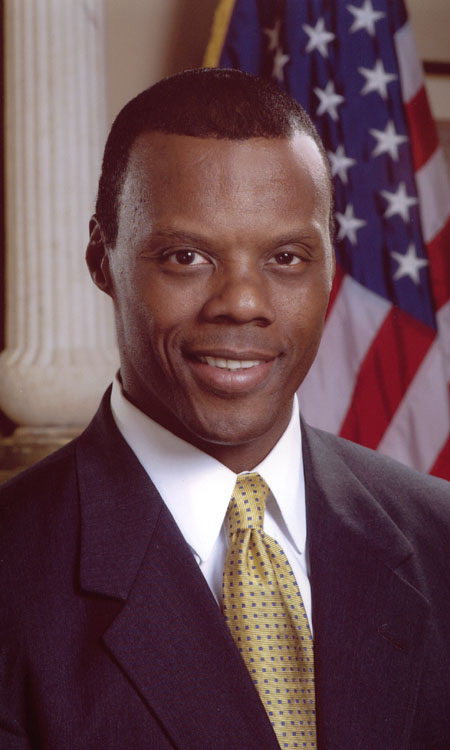
J. C. Watts

J. C. Watts (* 18. November 1957 in Eufaula, McIntosh County, Oklahoma) ist ein US-amerikanischer Politiker (Republikanische Partei). Von 1995 bis 2003 vertrat er den vierten Wahlbezirk des Bundesstaates Oklahoma im US-Repräsentantenhaus.

## Leben
J. C. Watts besuchte bis 1976 die Eufaula High School und studierte anschließend an der University of Oklahoma Journalismus. Bis 1986 war er ein erfolgreicher Footballspieler in der Canadian Football League. Mit den Ottawa Rough Riders erreichte er 1981 das Meisterschaftsendspiel; später wechselte er noch zu den Toronto Argonauts. Danach wurde Watts Prediger der Baptistenkirche. Zwischen 1990 und 1995 war er Mitglied der Oklahoma Corporation Commission, deren Vorsitz er 1993 übernahm. Er war der erste Afroamerikaner in einem staatsweiten Amt der Regierung von Oklahoma.
1994 wurde Watts im vierten Distrikt von Oklahoma in das US-Repräsentantenhaus in Washington, D.C. gewählt. Dort löste er am 3. Januar 1995 Dave McCurdy ab. Bei den folgenden Wahlen bis zum Jahr 2000 wurde er mit einem Stimmenanteil zwischen 58 % und 65 % jeweils in seinem Amt bestätigt. Da er im Jahr 2002 nicht mehr kandidierte, schied er am 3. Januar 2003 aus dem Kongress aus. Watts war Mitglied im Finanzausschuss und im Streitkräfteausschuss. Im Jahr 1997 antwortete er für seine Partei auf die jährliche Erklärung von Präsident Bill Clinton zur Lage der Nation. Damit war er der jüngste Abgeordnete und erste Afroamerikaner, der diese Aufgabe wahrnahm. Nach den schlechten Wahlergebnissen bei der Wahl zum Repräsentantenhaus der Vereinigten Staaten 1998 wurde er zum Vorsitzenden der House Republican Conference als Nachfolger John Boehner, der wie viele andere Abgeordnete in der Führungsriege der Republikaner allen voran Newt Gingrich abgewählt wurde. In diesem Amt, welches das vierthöchste Amt bei den Republikanern nach dem Sprecher des Repräsentantenhauses der Vereinigten Staaten Dennis Hastert, dem republikanischen Mehrheitsführer Dick Armey und dem republikanischen Mehrheitswhip Tom DeLay war, verblieb er bis zu seinem Ausscheiden aus dem Kongress im Januar 2003.
Nach seiner Zeit im Kongress wurde Watts von Präsident George W. Bush in das Leitungsgremium (Board of Visitors) der Militärakademie in West Point berufen. Im Jahr 2003 unterstützte er den Irakkrieg. Danach vertrat er als Lobbyist die Interessen einiger Firmen und Konzerne. Für die Gouverneurswahlen in Oklahoma im Jahr 2010 wurde sein Name ins Spiel gebracht. Er hat diese Spekulationen aber dementiert.
2016 distanzierte sich Watts vom damaligen Präsidentschaftskandidaten Trump. Er spräche weder zu ihm als Gläubigen, als Konservativen, noch als Afroamerikaner. Nach der rechtsextremen Demonstration in Charlottesville war J.C. Watts einer der wenigen bekannten Republikaner, die Donald Trump und die Reaktionen der Republikaner offen kritisierte.
J. C. Watts ist mit Frankie Watts verheiratet, mit der er sechs Kinder hat.

## Werke
- J.C. Watts: What Color Is a Conservative?: My Life and My Politics. 2002 (Autobiografie)